# Ерула
Ерула (итал. Erula) је насеље у Италији у округу Сасари, региону Сардинија.
Према процени из 2011. у насељу је живело 507 становника. Насеље се налази на надморској висини од 447 м.

## Становништво
| 1936. | 1951. | 1961. | 1971. | 1981. | 1991. | 2001. | 2011. |
| ----- | ----- | ----- | ----- | ----- | ----- | ----- | ----- |
| 731   | 925   | 915   | 779   | 807   | 787   | 807   | 766   |